# Ostrygojad brunatny
Ostrygojad brunatny (Haematopus palliatus) – gatunek średniej wielkości ptaka brodzącego z rodziny ostrygojadów (Haematopodidae), zamieszkujący wybrzeża obu Ameryk, w tym wyspy Karaibów. W Ameryce Północnej północna granica jego zasięgu przebiega przy granicy USA z Kanadą.
Morfologia

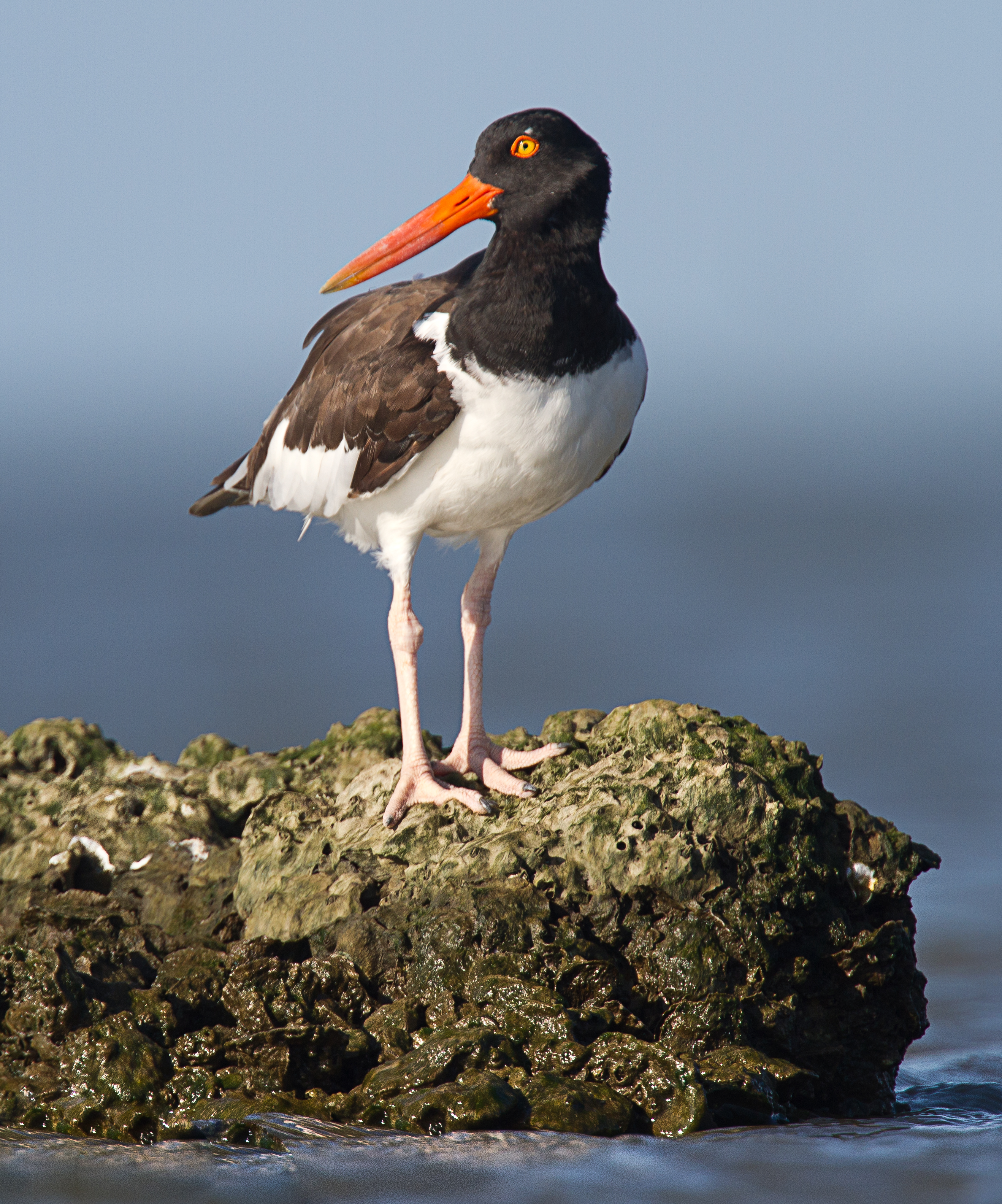
Ostrygojad brunatny w Texas City (Teksas)

Długość ciała 40–44 cm; masa ciała: samce 499–657 g, samice 568–720 g; rozpiętość skrzydeł 76 cm.
Podgatunki
Obecnie wyróżnia się dwa podgatunki H. palliatus:
- H. p. palliatus Temminck, 1820 – ostrygojad brunatny – wybrzeża Ameryki Północnej i Południowej – od Zatoki Kalifornijskiej na południe po środkowe Chile, oraz od Massachusetts na południe po środkowo-południową Argentynę, wliczając Karaiby.
- H. p. galapagensis Ridgway, 1886 – ostrygojad galapagoski – Galapagos.

Opisano też inne, nieuznawane obecnie podgatunki: pitanay (od Ekwadoru do południowo-środkowego Chile), durnfordi (południowa Brazylia do południowo-środkowej Argentyny) i prattii (Bahamy).
Status
IUCN uznaje ostrygojada brunatnego za gatunek najmniejszej troski (LC, Least Concern). Organizacja Partners in Flight szacuje liczebność światowej populacji lęgowej na około 74 tysiące osobników. Globalny trend liczebności uznawany jest za stabilny, choć u niektórych populacji nie jest on znany.